# Pedro Terrasa Sánchez
Pedro Terrasa Sánchez és un empresari balear. Llicenciat en Ciències Econòmiques per la Universitat de les Illes Balears, es va incorporar al Real Club Esportiu Mallorca la temporada 1995-1996 com a cap d'administració. Posteriorment en va ser el director financer i gerent. Entre els anys 2010 i 2011 va ser director general de l'Ens Públic de Radiotelevisió de les Illes Balears (EPRTVIB). Després es va reincorporar al Mallorca com a director general i conseller delegat. Va ser destituït del càrrec el 2012.